# Filípiques
Les Filípiques (en llatí: Philippicae in Antonium) són un conjunt de discursos de Ciceró proclamats entre el 2 de setembre del 44 aC i el 21 d'abril del 43 aC en contra de Marc Antoni.

## Introducció
Excepte la segona Filípica, que només va ser escrita, totes les altres van ser pronunciades, la majoria davant del Senat, i dues, la quarta i la sisena, davant del poble romà.

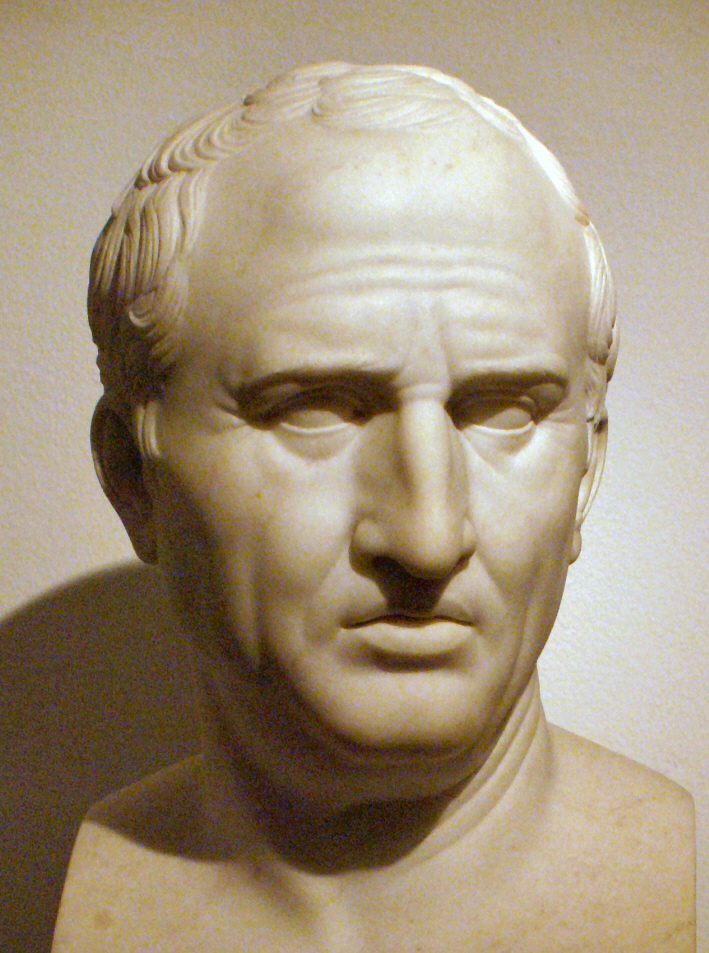
Bust de Ciceró

Els discursos contra Marc Antoni que ens han pervingut són catorze, però sembla que, en un principi, eren més. Els filòlegs es disputen si van ser un total de disset o divuit.

### Paral·lelisme amb lesPhilippicaede Demòstenes
Aquesta sèrie de parlaments foren anomenats i modelats a partir de les Philippicae de l'orador atenès Demòstenes, que les va pronunciar per atacar Filip II de Macedònia. Els discursos de Ciceró contra Marc Antoni ni pel contingut ni per l'estructura no són una rèplica llatina dels de Demòstenes, però el que sí que hi ha en comú entre les dues obres i els dos autors és el fet de ser atacs duríssims contra un adversari polític i el de defensar el model polític vigent.

### Acusat
Marc Antoni havia estat sempre a l'ombra de Cèsar. Sí que és veritat que va assolir cert prestigi per la seva intervenció a Síria, però a Roma, mentre el dictador visqués, es mantindria en un segon pla.
Després de la mort de Cèsar, desitjava succeir-lo en el domini de la república, però no ho va poder portar a terme per la presència del fill adoptiu de Cèsar, Octavi, qui primer se'n va aprofitar per a combatre els conjurats de Cèsar, però després el va derrotar militarment a la batalla d'Àccium, l'any 31 aC.

## Context històric
Durant l'any 44 aC, Juli Cèsar i Marc Antoni exercien el consolat. El dia 15 de març d'aquest mateix any, però, Cèsar és assassinat amb vint-i-tres punyalades a la cúria de Pompeu, on s'havia de reunir el Senat. Entre els principals culpables hi havia Marc Brutus, Gai Cassi, Dècim Brutus, Gai Treboni i Publi Servili Casca. Amb la mort de Cèsar, els conjurats buscaven restablir el règim tradicional republicà i retornar al Senat el paper que havia perdut.
Ciceró no va participar directament en la conjuració contra Cèsar i, pel que sembla, ni tan sols n'estava informat. Tanmateix, més tard va aprovar la seva mort i la va qualificar de "fet gloriós", considerant els seus autors com a salvadors de la república i la llibertat del poble romà.
Aquella mateixa nit, Ciceró es va presentar a Brutus per proposar-li que ell i Cassi, com a pretors, ja que un dels dos cònsols era mort i l'altre no compareixia, convoquessin el senat l'endemà mateix al temple del Capitoli per prendre les primeres mesures polítiques per adaptar-se a la nova situació.
Finalment es va convocar el senat el dia 17, encara que els caps de la conjuració no hi van assistir. Ciceró va portar-hi a terme un paper rellevant, ja que, segons ell, va assentar els fonaments de la república. També va proposar una amnistia pels autors del crim i aquests van acabar repartint-se les províncies: la Gàl·lia Cisalpina per a Dècim Brutus, Macedònia per a Marc Brutus, Síria per a Gai Cassi i Àsia per a Gai Treboni. Per acabar, es va acordar que Cèsar tingués un funeral solemne i que Antoni accedís a reconèixer Dolabel·la com a col·lega en el consolat.
És aquí quan apareix la figura d'Octavi, fill adoptiu de Cèsar, que va tornar a Roma després d'estar a Apol·lònia (Macedònia). Aquest buscava rebre l'herència del seu difunt pare i, de manera més cautelosa, venjar la seva mort. Antoni va mostrar-se hostil i es va originar recel entre ells. Per la seva part, Ciceró va demanar-li al seu confident Àtic que l'anés informant de tots els moviments del nouvingut i, fins i tot, va rebre'l en nombroses ocasions.
Marc Antoni va arribar a apoderar-se de les províncies que, anteriorment, havien estat assignades als conjurats, per tal d'assegurar-se la victòria per a una futura estratègia militar. Per aquest motiu, els autors de l'assassinat de Cèsar i el propi Ciceró començaven a pensar que el crim havia estat comès en va. Com el mateix orador va dir: "amb el que s'ha fet fins ara, sembla que ens hem alliberat del tirà, però no de la tirania."
Ja havien passat quatre mesos i l'ambient no responia com s'esperaria després de la mort del dictador, sinó que, fins i tot, es lloava la tirania durant les obres teatrals. Octavi també va aprofitar els espectacles per apropar-se i fer-se conèixer al poble. D'aquesta manera, aquest temps era un avantatge tan per Antoni com per Octavi per guanyar-se aliats i anar augmentant les seves posicions.
Ell 2 de setembre, Ciceró va pronunciar la primera Filípica davant el Senat, presidit per Dolabel·la. Antoni no va assistir, ni tampoc a la pronunciació de les altres Filípiques, per tant no va rebre directament cap de les acusacions. Probablement, no s'havien vist des de la mort de Cèsar, ni es tornarien a veure mai més.
Ciceró comença a parlar elogiosament i a veure alguna esperança en Octavi quan a aquest se l'acusa d'haver enviat sicaris a casa de Marc Antoni per matar-lo, fet que l'orador veu com a gloriós. Certament, Antoni sabia que Octavi li disputava el poder i l'herència política de Cèsar, per això va veure la necessitat de prendre un exèrcit amb la intenció d'ocupar la Gàl·lia Cisalpina, la província més propera a Roma, que en aquell moment encara era governada per Dècim Brutus. Però Octavi no es manté al marge i també prepara el seu propi exèrcit, buscant a més ajuda política demanant consell a Ciceró, malgrat que sabia que havia estat contrari al seu pare Cèsar. Les tropes de l'exèrcit de Marc Antoni acaben abandonant-lo i posicionant-se a favor d'Octavi.
Dècim Brutus, conscient de la inferioritat del seu exèrcit en cas d'un atac d'Antoni a la Gàl·lia Cisalpina, es va recloure a Mútina, colònia romana (actual Mòdena), i Antoni va acabar posant-hi setge. Octavi, sabent que tenia el suport de Ciceró i el Senat, va decidir definitivament atacar Antoni i obligar-lo a aixecar el setge de Mútina. Finalment, Dècim Brutus és posat en llibertat.
Lèpid va acabar posicionant-se a favor d'Antoni quan aquest lluitava en la primera batalla de Mútina. Al principi, va córrer el rumor que Antoni havia quedat victoriós, i els antonians van decidir matar Ciceró i els seus partidaris. Per tal de fer la seva execució legal, van fer creure que l'orador preparava un cop d'estat i que es faria proclamar cònsol, però el poble aclamava Ciceró. Tot seguit, van arribar les vertaderes notícies que Antoni havia estat derrotat.

## Esquema i contingut
- Filípica I: Ciceró critica la legislació dels cònsols en el càrrec, Marc Antoni i Dolabel·la, exigint-los que tornin a vetllar pel benestar del poble romà després de l'assassinat de Cèsar. També es queixa de les ofenses d'Antoni i l'anima a adoptar les bones intencions que havia mostrat a favor de la república.
- Filípica II: a la primera part de la considerada Filípica més llarga, Ciceró defensa la seva actuació al llarg de tota la carrera política en resposta dels atacs que Antoni li va dedicar en el seu discurs. En la segona part, repassa tota la vida, tan pública com privada, d'Antoni, acusant-lo de totes les males accions que ha portat a terme. Això encén més Antoni, i Octavi l'interpreta com un indici que Ciceró s'inclinava favorablement a la seva causa.
- Filípica III: segurament va ser la més important des del punt de vista polític, ja que Ciceró va decidir finalment lloar Octavi i anomenar-lo Cèsar. Va utilitzar l'argumentació que Antoni, per les seves actuacions contràries a la república, ja no podia ser considerat com a cònsol, sinó com a enemic públic. El Senat ho va acceptar, però no constava la declaració oficial d'Antoni com a enemic públic. En sortir, Ciceró va ser aclamat pel poble.
- Filípica IV: aquesta va ser proclamada el mateix dia que l'anterior en una assemblea multitudinària i, bàsicament, té el mateix contingut.
- Filípica V: s'argumenta que l'ambaixada que vol enviar el senador Fufi Calè (partidari d'Antoni i adversari de Ciceró) a Marc Antoni seria inútil després de les accions que ha portat a terme Antoni i, a més, perjudicial, perquè només li faria guanyar temps. En canvi, proposa que siguin concedits poders extraordinaris als cònsols perquè alliberin Brutus del setge, que sigui conferit a Octavi l'imperium (comandament de tropes) malgrat que no tingui l'edat reglamentària, i que els cònsols decretin recompenses i honors per als soldats d'Octavi, igual que a Lèpid. Finalment, l'ambaixada va ser enviada, però Ciceró va aconseguir que no fos per negociar, sinó per aconseguir que se sotmetés al Senat i aixequés el setge de Mútina, alliberant Brutus.
- Filípica VI: Filípica producte de la confusió del poble, que va demanar-li a Ciceró que expliqués que havia passat. Per això, l'orador va pronunciar-la de manera gairebé improvisada. S'explica el motiu de l'ambaixada a Antoni i es demana esperar el seu resultat. Aquest és l'últim discurs de Ciceró al poble que se'ns ha preservat.
- Filípica VII: en aquesta, Ciceró acusa als partidaris d'Antoni aprofiten el temps que dura l'ambaixada per a acabar d'establir posicions i originar confusió. Repeteix les accions malicioses de Marc Antoni i els seus germans, accentuant que la pau amb Antoni és vergonyosa, perillosa i impossible.
- Filípica VIII: després del fracàs de l'ambaixada, Fufi Calè proposa la pau amb Antoni i l'enviament d'una segona ambaixada. És aquí quan Ciceró pronuncia aquesta vuitena Filípica, en la que rebutja la proposta de pau i la nova ambaixada; demana la declaració formal de guerra i d'Antoni com a enemic públic.
- Filípica IX: aquesta és la que conté menys atacs a Marc Antoni, ja que se centrava en l'elogi de Servi Sulpici, mort durant l'ambaixada a Antoni.
- Filípica X: Ciceró rebutja la proposta de Fufi Calè que Brutus entregui les seves tropes a Gai Antoni. L'orador aprofita per elogiar a Brutus i ataca un cop més els antonins. Per acabar, confia a Brutus la defensa de la Il·líria, Macedònia i Grècia com a procònsol amb imperium maius, proposta que va ser aprovada.
- Filípica XI: en aquesta Filípica, Ciceró acusa a Dolabel·la d'haver actuat juntament amb Antoni al matar Gai Treboni. Aprova que el cònsol sigui declarat enemic i que els cònsols vigents no poden encarregar-se d'una guerra a Orient; en canvi, si confia en Brutus i Cassi per a confiar-ne el comandament, ja que són a la zona i podran actuar amb rapidesa, a part que mereixen tota la confiança per la seva provada fidelitat a la república. Finalment, Dolabel·la, quan es va veure acorralat, es va llevar la vida amb l'ajuda d'un dels seus soldats.
- Filípica XII: l'orador torna a rebutjar una segona ambaixada a Marc Antoni, ja que aquest els enganya portant a terme accions que semblen nobles però que, en realitat, eren per guanyar temps mentre Antoni rebia nous reforços militars. Sorprenentment, el Senat aprova la proposta.
- Filípica XIII: Ciceró elogia Lèpid, però rebutja la seva proposta d'establir una pau amb Antoni. Després llegeix al Senat una carta d'Antoni adreçada a Octavi i a Hirci (amic de Juli Cèsar), en la que es dirigia a ells de manera cruel. La major part del discurs està dedicada a comentar-la. Gràcies a aquests comentaris, es pot refer gairebé tota la carta, que no s'ha conservat per cap altra font.
- Filípica XIV: després de la primera batalla de Mútina, Ciceró argumenta que encara no és moment de deixar enrere la guerra i abandonar la roba militar (sagum). Per últim cop, va demanar que Antoni fos declarat enemic públic i va portar a terme un elogi de tots els qui havien mort en defensa de la pàtria.[2]

## Conseqüències
Finalment, Octavi va guanyar la guerra de Mútina contra Antoni, però els governadors de les províncies occidentals, entre ells Lèpid, van passar-se obertament al bàndol de Marc Antoni. Després, Antoni, Octavi i Lèpid van unir-se per perseguir els adversaris de Cèsar i, d'aquesta manera, van formar el Segon Triumvirat.
La guerra seguia en Orient, però els triumvirs van vèncer les tropes de Brutus i Cassi a la batalla de Filipos.
Lèpid va desaparèixer, i l'enfrontament entre Octavi i Marc Antoni va tornar a originar-se. Octavi va aconseguir la victòria a la batalla d'Àccium i va quedar com a amo absolut de la república.
En la reunió per formar el nou triumvirat, cadascun dels tres caps havia presentat la llista dels homes que volia que fossin morts o proscrits, i cadascun hagué de renunciar a salvar alguns familiars i amics. Antoni va exigir sense pensar-ho la mort de Ciceró, a qui no podia personar les Filípiques. Els seus emissaris el van matar a la Campània i van enviar el seu cap i les seves mans a Roma perquè fossin mostrades al Fòrum per dissuadir qualsevol que s'oposés al nou triumvirat. Fúlvia, esposa d'Antoni, va clavar una agulla a la llengua del cap decapitat de Ciceró.

## Transmissió textual

### Els manuscrits
El text de les Filípiques se'ns ha conservat a través de dues famílies de còdexs originaris d'un mateix model.
De la primera família només se'n preserva un sol manuscrit, el codex tabularii Basilicae Vaticanae H 25 (V), o anomenat simplement Vaticanus Basilicanus H 25, provinent del segle ix, sent el manuscrit més antic de tots. Sembla que prové d'Alemanya i, posteriorment, portat a Roma a mans del cardenal Giordano Orsini l'any 1426. Finalment, quan aquest va morir l'any 1438, el còdex es va guardar a l'arxiu on encara ara es conserva. El contingut en la seva forma actual es divideix en vuitanta folis en deu quaderns:
ff. 1-8u In Pisonem (32-74)
ff. 9-11u Pro L. Flacco (39-54)
ff. 11u-18 Pro M. Fonteio (11-44)
ff. 18-80u Philippicae (I-XIII 10)
Sembla que originàriament tenia setze quaderns. Concretament, les Filípiques començaven al quadern vuitè (f. 18) fins al final del quinzè, que acaba en Phil. XIII 10. El darrer quadern devia contenir la resta de la Filípica XIII i tota la Filípica XIV.
D'altra banda, la segona família comprèn la resta de còdexs que han sobreviscut, atorgada amb la denominació D (codex decurtatus). Alguns dels manuscrits més importants que aplega són els següents:
b Bernensis 104 (S. XIII-XIV): consta de cent trenta-tres folis amb diverses obres de Ciceró i altres autors. Les Filípiques ocupen els ff. 57u-111.
n Vossianus O 2 (S. X-XI): la primera part (ff. 1-72) conté les Filípiques, però falta tota la catorzena i el final de la tretzena. La segona part comprèn les Catilinàries i les Cesarianes.
s Vaticanus Latinus 3228 (S. X): també anomenat codex Scalae. Consta de cent disset folis i conté únicament les Filípiques.

### Les edicions
Les Filípiques no apareixen entre les obres de Ciceró editades més sovint. En la majoria dels casos en què han estat publicades íntegrament, ho han estat en edicions completes de les obres de Ciceró. En canvi, les edicions parcials han sobresortit més, sigui d'una sola Filípica o d'unes quantes, amb traducció o sense.
Pel que fa a les edicions totals, les catorze Filípiques senceres apareixen en la majoria de casos dins les edicions de tots els discursos de Ciceró o de les seves obres completes, malgrat que també es disposa d'edicions que les contenen exclusivament totes.
Per acabar, les edicions parcials tenen bàsicament una finalitat escolar, ja que no aporten res sobre la formació del text, però si contenen sovint comentaris pel que fa al contingut.